# マイリンゲン-インナートキルヒェン鉄道BDa2/2 4-5形蓄電池車

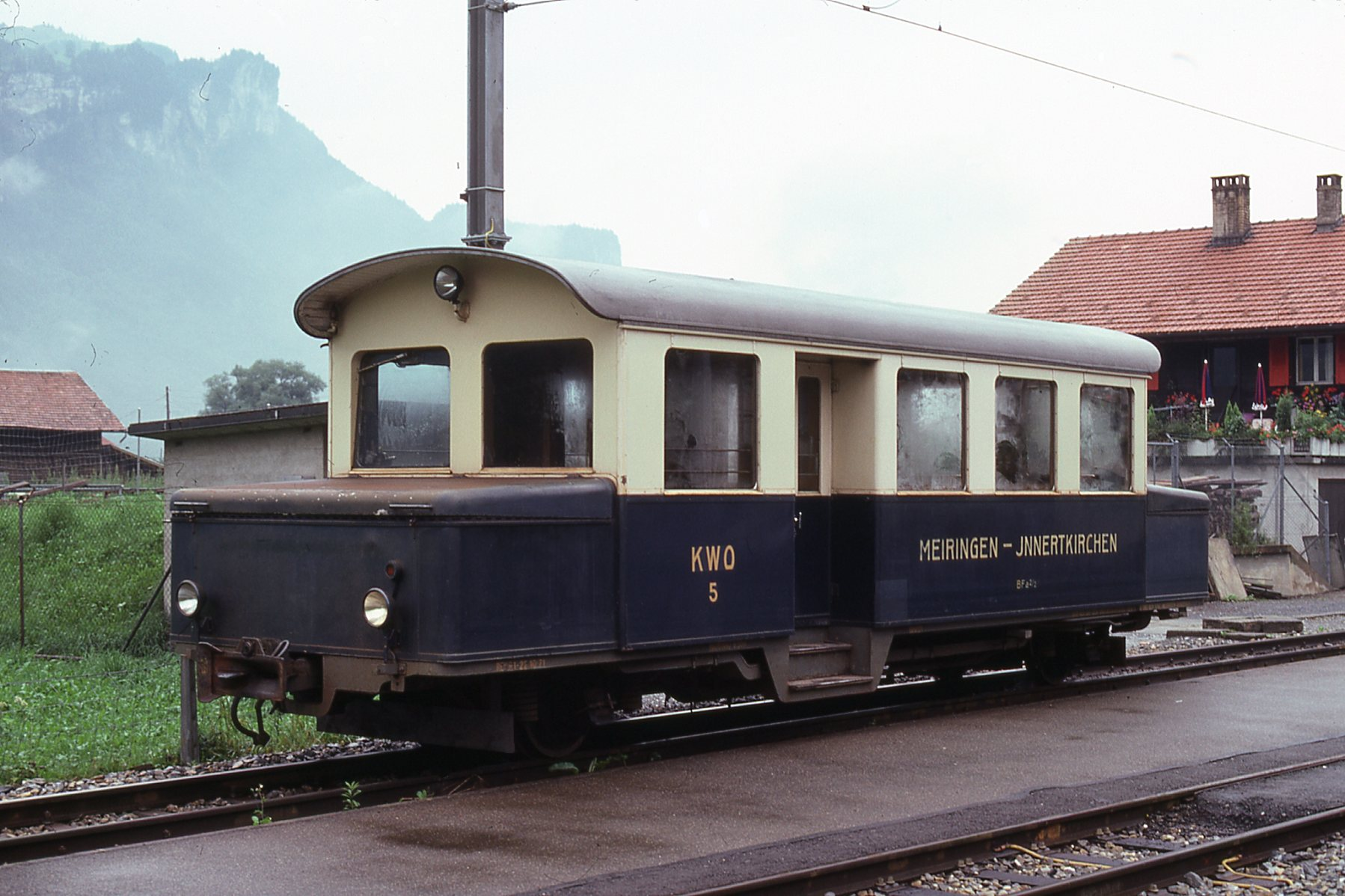
BDa2/2 5号機、1976年頃

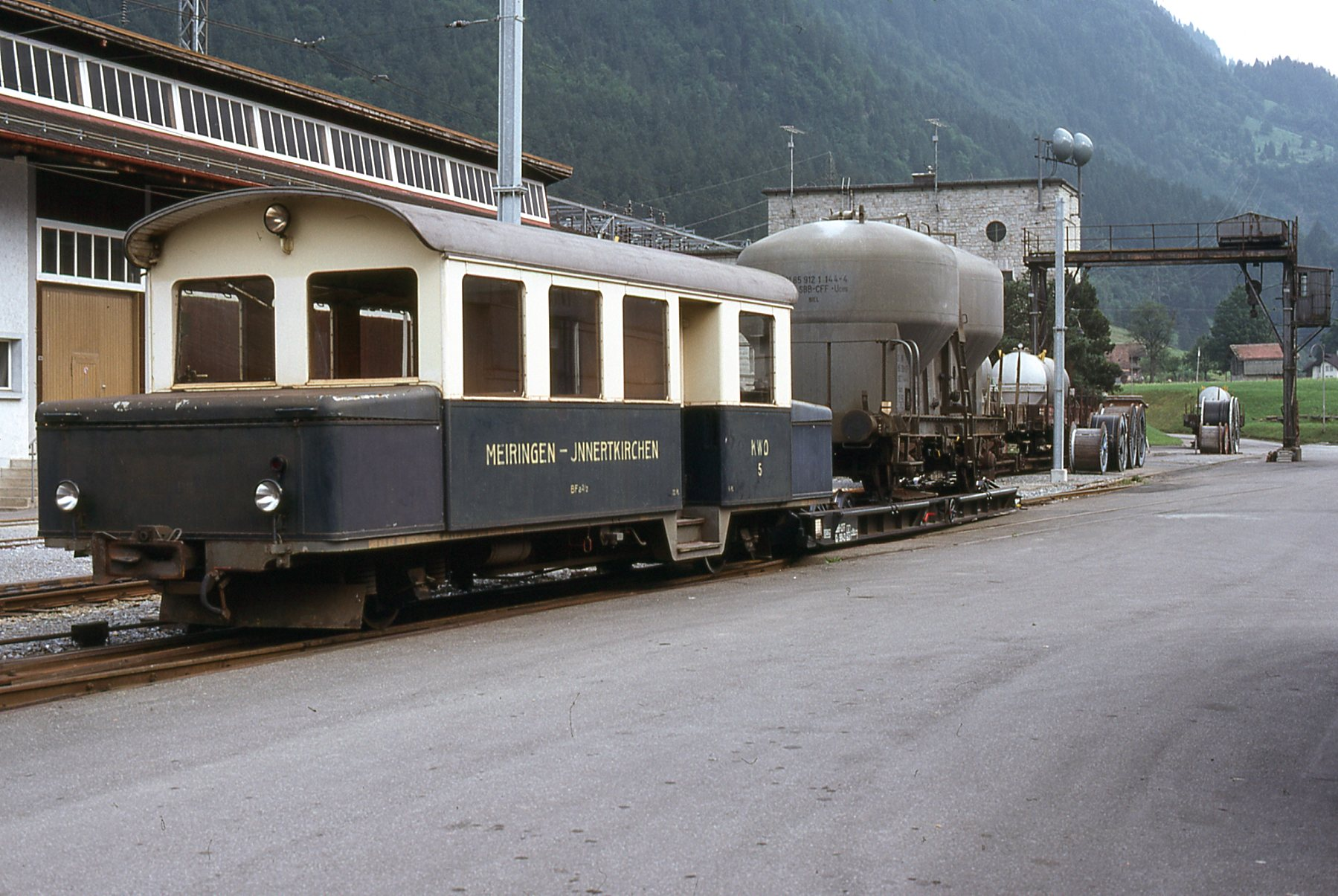
ロールワーゲンに搭載した標準軌貨車を牽引するBDa2/2 5号機、1976年頃

マイリンゲン-インナートキルヒェン鉄道BDa2/2 4-5形蓄電池車(マイリンゲン-インナートキルヒェンてつどうBDa2/2 4-5がたちくでんちしゃ)は、スイス中央部の私鉄であるマイリンゲン-インナートキルヒェン鉄道 （Meiringen-Innertkirchen-Bahn (MIB)）で使用されていた蓄電池式電車である。なお、本形式はCFa2/2 4-5形として導入されたものであるが、その後の称号改正により、BFa2/4 4-5形、その後BDa2/2 4-5形となったものである。

## 概要
スイス中央部ベルン州東部での水力発電を目的に1925年に設立されたKWOは、ライン川の支流のひとつで、ブリエンツ湖へ注ぐアーレ川上流のグリムゼル峠付近および、その支流のガトマー川のズステン峠方面での水力発電所やダムの建設を行っており、この建設資材や人員等の輸送のため、スイス連邦鉄道ブリューニック線（当時、現ツェントラル鉄道）のマイリンゲン駅からインナートキルヒェンに至る1000mm軌間の専用鉄道を建設し、レーティッシュ鉄道から、同鉄道の電化により不要となっていた1896年製のG2/2+2/3形マレー式蒸気機関車の23号機と24号機を1926年に譲受してG2/2+2/3形の1号機および2号機としていたほか、1931年にはTa2/2形蓄電式機関車を導入して運行していた。
そのような状況の中、旧式化した蒸気機関車を代替して無煙化を進めるために新しい機材を導入することとなり、当時スイスでは坑内用機関車のほか、さまざまな工場内の入換用に多用されていた蓄電池動力による動力車をTa2/2形に引き続いて採用し、人員の輸送も可能とした機体が本項で記述するCFa2/2形（後のBDa2/2形）の4号機である。その後、KWOは専用鉄道を普通鉄道として営業することとなり、1947年にKWOの子会社のマイリンゲン-インナートキルヒェン鉄道として運行を開始し、ほぼ同時期の1949年に若干の改良を行ったCFa2/2形の5号機が増備されている。なお、その後1940年代以降、スイスではディーゼル機関車やディーゼル/電機兼用機関車が入換や非電化区間での運行に使用されるようになり、蓄電池動力の機関車は一般的ではなくなっており、マイリンゲン-インナートキルヒェン鉄道でもその後はディーゼル/電気兼用電車を導入しており、電化後の現在でも非電化区間での入換用として運用されている。
本形式は車体及び台車をSIG、電機部分、主電動機はSAASが担当して製造され、1時間定格出力40kWを発揮し、単行で運転されるのみならず、短編成の貨物列車の牽引や構内入換にも使用することを想定した小型の2軸車であり、車体の前後に蓄電池を収納するためのボンネットを備えているほか、スイス国内では1930年代から普及しはじめていた鋼製の軽量車体を採用したことを特徴とした機体である。なお、本形式は当初の形式がCFa2/2形であったが、1956年の称号改正によってそれまでの3等室が2等室となってそれを表す形式記号も"C"から"B"となってBFa2/2形となってうる。その後1962年の称号改正では荷物室を表す形式記号が"F"から"D"に変更されてBDa2/2形となっているが、現車の車体表記は"BFa2/2"のままであった。各機体の機番と製造年月日、製造所は下記のとおりである。
- 4 - 1939年 - SIG/SAAS
- 5 - 1949年 - SIG/SAAS

## 仕様

### 車体
- 1930年代までスイスの、特に狭軌鉄道における電車や客車の車体は当時の鋼製車体では重量が大きくなってしまうため、鋼材組立式の台枠上に木製の車体骨組を組み、外板を鋼板を木ねじ止めとした木鉄合造ものが採用されていたが、1933年のアッペンツェル鉄道のBCe4/4 27-30形[9]以降軽量構造の鋼製車体が採用されるようになっていた。本形式においても鋼製台枠、鋼製骨組を使用した軽量構造の半鋼製車体を採用しており、台枠が露出し、車体裾部と窓下部に型帯の入る旧来の構造であるが、溶接を多用して外板部にはリベットが使用されないものとなっている。車体内は後位側から長さ1110mmの3等[10]室、900mmの乗降デッキ、1110mmの荷物室の配列となっており、運転室はなく、各室内の車体端部に運転台が設置されている。
- 正面は蓄電池を収納したボンネットを車体の前後端部に設置しており、車体妻面は隅部がR付で屋根端部が庇状に張出した平妻・2枚窓の形態で、運転台の設置される左側のもののみ上部が一段奥まっており、ウインドワイパーが装備されている。また、ボンネット正面下部左右と車体正面上部中央に外付式丸形前照灯が配置されている。なお、連結器は台枠取付のピン・リンク式連結器で、1960-62年に従来のピン・リンク式連結器とも連結可能な+GF+[11]ピン・リンク式自動連結器ピン・リンク式自動連結器に換装されている。
- 側面は窓扉配置3D1（右側：3等室窓-乗降扉-荷物室窓）で、各窓は上隅部にRの付いた下落し式のアルミ枠のもので、乗降扉は2枚外開戸となっている。客席はヘッドレストの無い木製ニス塗りのベンチシートとなっており、3等室内に2+2列の4人掛けでシートピッチ 1365mmの固定式クロスシートが3ボックスの配置で、車端部の運転台部は座席が省略されている代わりにその反対側の座席の横幅が若干大きいものとなっている。また、荷物室内にも側壁面に沿って同様の座席が設置されるほか、天井は白、側および妻壁面は木製ニス塗り、荷棚は座席レール方向に設置されており、屋根上はベンチレーター等何も搭載されていない平滑なものとなっている。
- 運転室は当時のスイスの機関車などと同じ立って運転する形態の右側運転台式で、スイスやドイツの電気機関車や電車で一般的な円形ハンドル式のマスターコントローラーではなく、路面電車等に多用されていた、通常のハンドル式のものが設置されており、空気ブレーキハンドルがその右側に、手ブレーキハンドルが左側に設置されていた。
- 車体塗装は車体か半部を濃青色、上半部をクリーム色として3等室側面窓下に”MEIRINGEN-INNERTKIRCHEN”および形式名の、荷物室側面窓下に”KWO"および機番の黄色の文字が、乗降扉横下部に定員表記が入るものであった。また、車体台枠、床下機器と台車、屋根はグレーとなっていた。
- 台車は型鋼などの部材をボルトおよびリベット組立とした1軸単台車で、軸箱支持方式は軸箱守式で軸ばねはコイルバネと重ね板ばねとしている。動輪は4号機はスポーク車輪、5号機はプレート車輪でとなっており、駆動力は動輪の内側にレール方向に装荷された主電動機から減速比10.76で動軸に伝達されている。
- 蓄電池は前後車端のボンネット内に4号機は528Ah分、5号機は576Ah分がそれぞれ搭載されており、マスターコントローラーにより制御されて2基の主電動機を駆動して定格出力40kWの性能となっているほか、電動空気圧縮機、室内灯などの電力も蓄電池から供給されていた。なお、蓄電池の違いにより、4号機と5号機ではボンネット高さが若干異なっていた。
- ブレーキ装置は自動空気ブレーキと手ブレーキを装備しており、基礎ブレーキ装置は動輪の両抱式踏面ブレーキで、各動輪ごとにブレーキシリンダ1基ずつを車体床下に搭載している。

### 主要諸元
- 軌間：1000mm
- 電気方式：蓄電池式
- 軸配置：B
- 最大寸法：全長10500mm、車体幅2670mm
- 軸距：6500mm
- 動輪径：700mm（4号機）、730mm（5号機）
- 自重：17.3t（4号機）、18.6t（5号機）
- 定員：2等座席22名
- 荷室面積：3.25m2
- 走行装置
  - 蓄電池容量：528Ah（4号機）、576Ah（5号機）
  - 主電動機：直流直巻整流子電動機×2台（定格出力40kW）
  - 減速比：10.76
- 牽引力：9.8kN（1時間定格、於14km/h、4号機）、9.5kN（1時間定格、於14.5km/h、5号機）
- 最高速度：30km/h
- ブレーキ装置：自動空気ブレーキ、手ブレーキ

## 運行・廃車

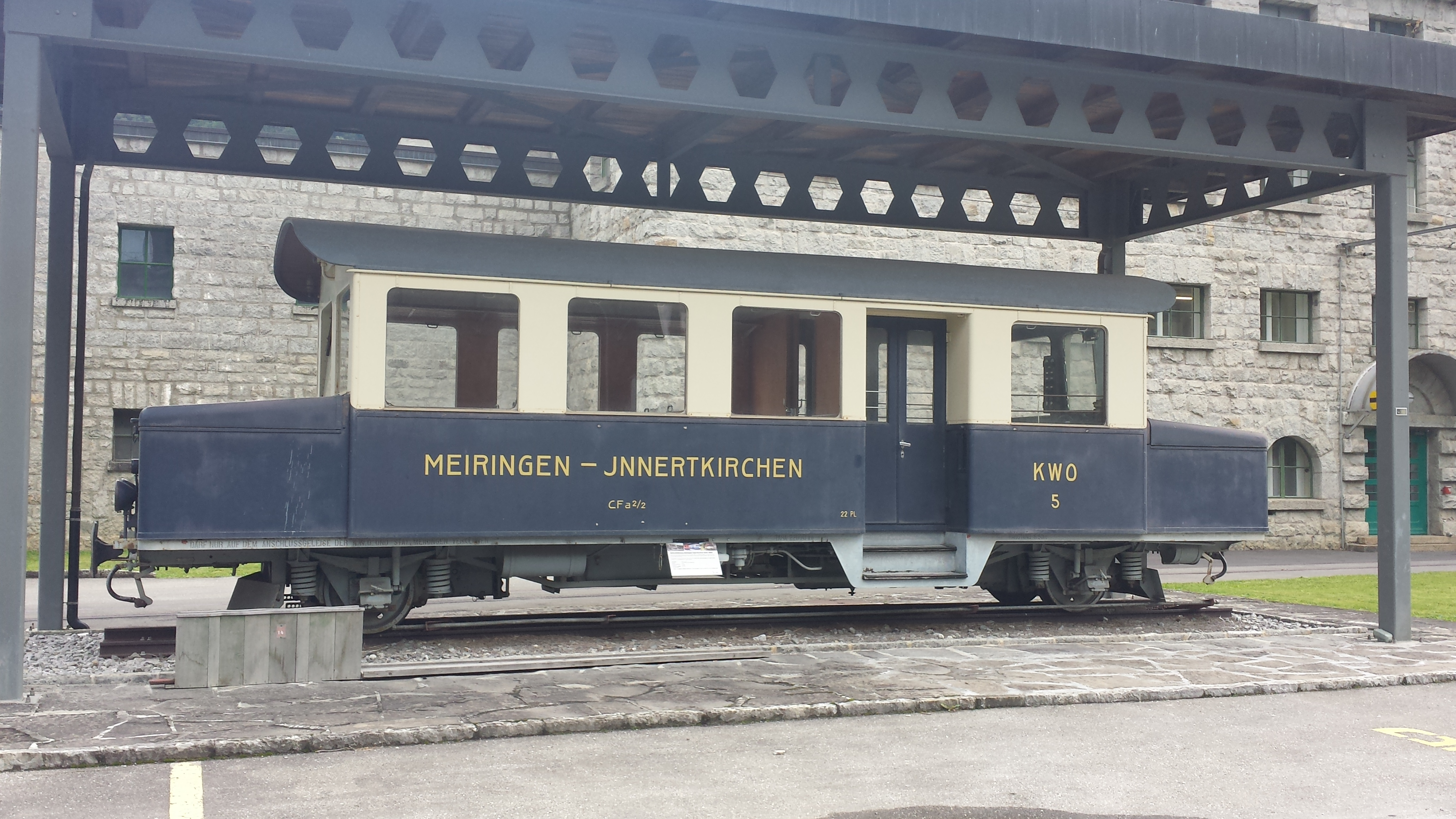
インナートキルヒェンのKWOの工場に静態保存されるBDa2/2 5号機、2014年

- マイリンゲン-インナートキルヒェン鉄道は軌間1000mm、全長5.0km、最急勾配は20パーミル、標高595-637mの路線であり、1926年にKWOの専用線としてスイス国鉄唯一の1000mm軌間の路線であったブリューニック線のマイリンゲン駅に接続する同線マイリンゲン駅からアーレ川岸を遡って、KWOの本社や工場のあるインナートキルヒェンまでが開業して貨物及び人員の輸送を行っており、1946年にはKWOが子会社としてマイリンゲン-インナートキルヒェン鉄道を設立して鉄道路線としての営業を開始している。インナートキルヒェンからグリムゼル峠に至るルートは古くからの街道であるとともに、観光ルートでもあったほか、マイリンゲンから一部並行していた、ライヘンバッハの滝へ至る軌道線であるマイリンゲン-ライヒェンバッハ-アーレシュルヒト軌道 [12]が1956年に廃止となり、本鉄道のアルプバッハ駅がライヒェンバッハの滝へ至るケーブルカーであるライヒェンバッハ滝鉄道[13]への最寄駅となったこともあり、マイリンゲン-インナートキルヒェン鉄道は観光用としての側面も有することとなっている。
- KWOは1925年から1932年にかけてハンデック第一発電所[14]を、その後1939-42年にはインナーキルトヒェン第一発電所[15]の建設が行われ、これに合わせてCFa2/2 4号機が導入され、1947-50年にハンデック第二発電所[16]が建設されており、これと営業運行の開始に合わせてCFa2/2 5号機が導入されている。なお、1952-79年には引続き5箇所の発電所が建設され、2002-07年には2箇所の発電所の更新が行われている。
- 本形式は導入当初の専用線時には職員輸送列車として運行されたほか、Ta2/2形とともに貨物列車の牽引に使用されたており、1947年に営業運行を開始してからは一般の旅客列車として運行され、臨時列車としてスイス国鉄から乗り入れた客車列車を牽引したこともある。また、営業運行開始後も引続き貨物列車の牽引に単行もしくは重連で使用されており、自社またはスイス国鉄が所有する1000mm軌間用のほか、ロールワーゲンに積載した標準軌用貨車も牽引している。
- マイリンゲン-インナートキルヒェン鉄道は1977年に直流1200Vで電化されており、これに伴って OEG[17]から授受した路面電車にディーゼル発電機を搭載したディーゼル/電気両用の2等/荷物車であるBem4/4 6-7形2機が導入されると、本形式は軸重の重いこともあり、同年中に運用から外れている。廃車後は4号機は1982年にルツェルンのスイス 交通博物館[18]に譲渡されて保存されており、5号機はKWOの工場前に静態保存されている。
- なお、KWOでは所有する地下専用鉄道のうち、全長4.8km、軌間500mm、最急勾配88パーミルのグッタネン-ハンデック線[19]においても、近隣の道路に雪崩の危険がある場合には通学用として人員輸送用の蓄電池電車牽引の列車を運行しているほか、沿線には観光用としてダムおよび湖に至るケーブルカー1路線、ロープウェイ・リフト3路線を運行し、他の電力会社が保有するケーブルカー1路線の保守も行っている。